# 須卜骨都侯
須卜骨都侯（？—189年），為南匈奴單于之一。漢中平五年（188年）立。
中平五年，匈奴國人有十萬人反叛，攻殺羌渠。國人擔心會召報復，不承認於夫羅為新單于，另外擁立須卜骨都侯為單于。
明年，須卜骨都侯去世，南庭再次虛位，由老王主持國事。

## 文獻
- 《後漢書·南匈奴列傳》

| 前任： 族人羌渠單于 | 自立南匈奴單于 188年－189年 | 繼任： 無 |